# 戈德比希爾山
47°12′57″N 11°25′09″E / 47.21583°N 11.41917°E

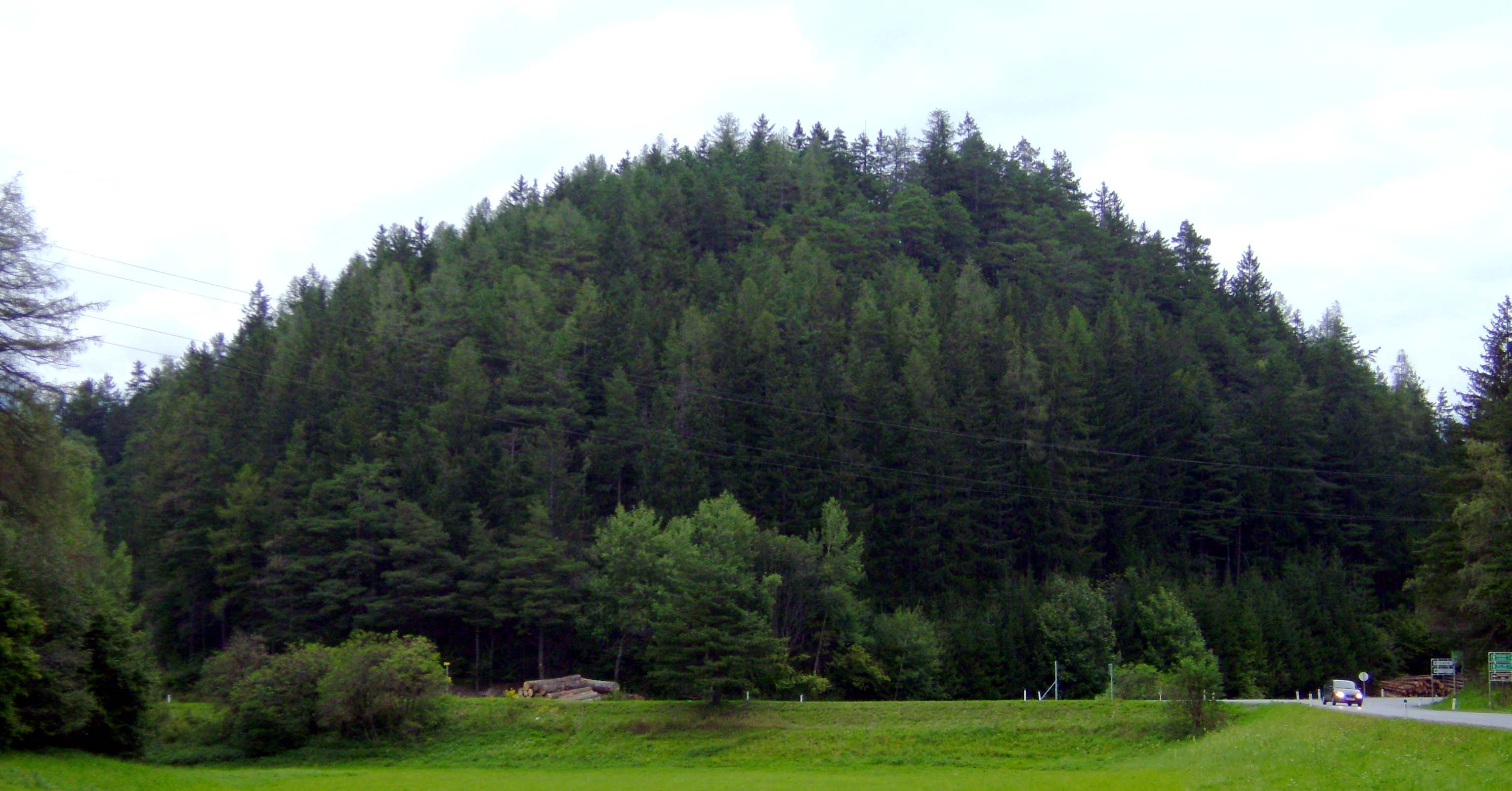

戈德比希爾山（德語：Goldbichl），是奧地利的山峰，位於該國西部，由蒂羅爾州負責管轄，屬於圖克斯山的一部分，距離帕切科弗爾山0.2公里，海拔高度1,064米。